# Ctenus minor
Ctenus minor là một loài nhện trong họ Ctenidae.
Loài này thuộc chi Ctenus. Ctenus minor được Frederick Octavius Pickard-Cambridge miêu tả năm 1897.